# Alfa Romeo Scighera
Der Alfa Romeo Scighera ist ein Prototyp aus dem Jahre 1997 von Italdesign, von denen sowohl die Konstruktion als auch das futuristische Design stammt. Abgeleitet wurde er vom 164. 

## Beschreibung
Die Modellbezeichnung Scighera ist dem Mailänder Dialekt entnommen; der Begriff steht für Dunst.
Die Karosserie besteht vollständig aus Aluminium, der Rahmen ein Gemisch aus Aluminium und CFK. Angetrieben wird der Scighera von einem Alfa-Romeo-TwinTurbo-V6-Motor mit 3,0 Liter Hubraum. Der Motor leistet 400 PS (294 kW) bei 7500/min, die Höchstgeschwindigkeit liegt bei 302 km/h. Das Auto beschleunigt von 0 auf 100 km/h in 3,7 Sekunden. Der Scighera hat einen permanenten Allradantrieb, der vom Alfa Romeo 155 stammt. 
Italdesign zog auch eine Kleinserienfertigung in Erwägung, die aber nie gestartet wurde.